# Det grønlandske Selskab
Det Grønlandske Selskab er en forening for alle med interesse for Grønland. Selskabet blev stiftet i 1905 og har siden da spillet en betydelig rolle i udbredelsen af viden om Grønland i den danske befolkning. Oprindeligt blev selskabet stiftet af danske embedsmænd, som var vendt hjem efter ophold i Grønland. Formålet var at oplyse om grønlandske forhold generelt, at rådgive danske politikere og at skabe gode relationer mellem Grønland og Danmark.

## Nutid og fremtid
Selskabet har igangsat mange forskellige aktiviteter og havde primo 2024 ca. 600 medlemmer. Den grundlæggende idé er i dag stort set den samme, som da selskabet blev stiftet: At være mødested for folk med interesse for Grønland og grønlandske forhold, at udbrede kendskabet til Grønland og at medvirke til at bevare og styrke relationen mellem Grønland og Danmark. 

## Organisation og økonomi
Det Grønlandske Selskabs aktiviteter ledes af en valgt bestyrelse samt en række udvalg under bestyrelsen – alle er frivillige og ulønnede. Desuden har selskabet et sekretariat, hvor en medarbejder er ansat på deltid. Økonomien er baseret på medlemskontingenter og abonnementer samt donationer fra private fonde. Selskabet har aktive afdelinger i København, Aarhus og Nuuk og medlemmer i både Danmark, Grønland og flere andre lande.

## Aktiviteter
- Foredragsaftener. Omkring 20 gange om året tilbydes foredrag om emner, som på den ene eller anden måde er relevante i forhold til Grønland: Historie, politik, natur, kultur, turisme  m. m.[4]
- Socialt samvær. I forbindelse med foredragene inviteres til socialt samvær og let spisning for at give plads til at styrke personlige relationer.
- Tidsskriftet Grønland. Tidsskriftet blev lanceret i 1953 og udkommer i dag med 4 numre om året. I tidsskriftet præsenteres kompetente artikler om Grønlands-relevante emner[5].
- Bogudgivelser. Selskabet udgiver i gennemsnit en bog om året, skrevet af personer, som på forskellig vis har særlig viden om grønlandske forhold. Selskabets har siden dets grundlæggelse udgivet 54 bøger kaldet særskrifter (pr. 24. maj 2025).
- Arktisk Festival. Hvert år i november måned samarbejder selskabet med Grønlands og Færøernes Repræsentationer, Islands Ambassade, Nordatlantens Brygge, Arctic Friend, Arktisk Institut og Afd. For Grønlandske og Arktiske Studier samt et stort antal kunstnere og forfattere om en denne arktiske kulturfestival.
- Kunstudvalget Aron[6]. Arrangerer møder med grønlandske kunstnere, besøger udstillinger og indkøber kunst med relation til Grønland. Udlodning af indkøbt kunst blandt medlemmerne.
- Studenterforum. Fysiske og virtuelle foredrag samt andre aktiviteter for studerende.
- Forsknings- og teknologi-legat. Selskabet uddeler årligt et eller flere legater til studerende, der arbejder med projekter i relation til Grønland.[7]
- Polarfronten. Et internetbaseret magasin, der rapporterer fra Polarforskningens arbejdsmark.[8]
- Læseklub. Medlemmer mødes og samtaler om udvalgte bøger, som alle i klubben har læst.
- Rink-Medaljen. Denne hædersbevisning uddeles af Det Grønlandske Selskab til personer, som har ydet en særlig indsats og udvist usædvanlig kompetence i relation til Grønland. [9]
- Medlemsrejser. Et nyt tilbud (2024) hvor der bliver tager initiativ til grønlandsrejser med helt særlige oplevelser og tilbud for selskabets medlemmer.